# Philip Kovolick
Philip "The Stick" Kovolick; auch Kovalick  alias Joseph Farvel (* 2. September 1908; † vor 7. April 1971) war ein US-amerikanischer Mobster der Kosher Nostra.
Er war ein enger Weggefährte von Meyer Lansky und langjähriger Erfüllungsgehilfe von Louis "Lepke" Buchalter. Insbesondere Lansky und dessen Bruder Jack stand er tatkräftig zur Seite, als es darum ging in Florida Spielkasinos unter Kontrolle zu bekommen; wie insbesondere das  Colonial Inn.
1965 wurde er in einem Restaurant im Little Italy von New York City verhaftet, weil er Beziehung zu bekannten Berufsverbrechern pflegte, zwecks illegaler Aktivitäten (am: „consorting with known criminals for unlawful purposes“).
Bevor es zu Prozess kam, floh Kovolick aus der Stadt, da er befürchten musste, dass bei den Ermittlungen gegen ihn auch seine Verwicklungen und Beteiligungen am Organisieren illegalen Glücksspiels, Bestechungen und Korruption aufgedeckt würden. Die Behörden versuchten ihn zurück nach New York zu holen, aber Kovolick blieb verschwunden.
Am 7. April 1971 wurde seine Leiche in einem Stahlfass am Boden einer Felsenschlucht (am. Modus Operandi: Barrel Murder) bei Hallandale in Florida entdeckt.
Im Zusammenhang mit seiner offensichtlichen Ermordung wurde später der 36-jährige John Alvin Baxter verhaftet und zum Tode verurteilt. Das Urteil wurde vermutlich in eine lebenslange Haftstrafe geändert.